# Voith Schneider Propeller

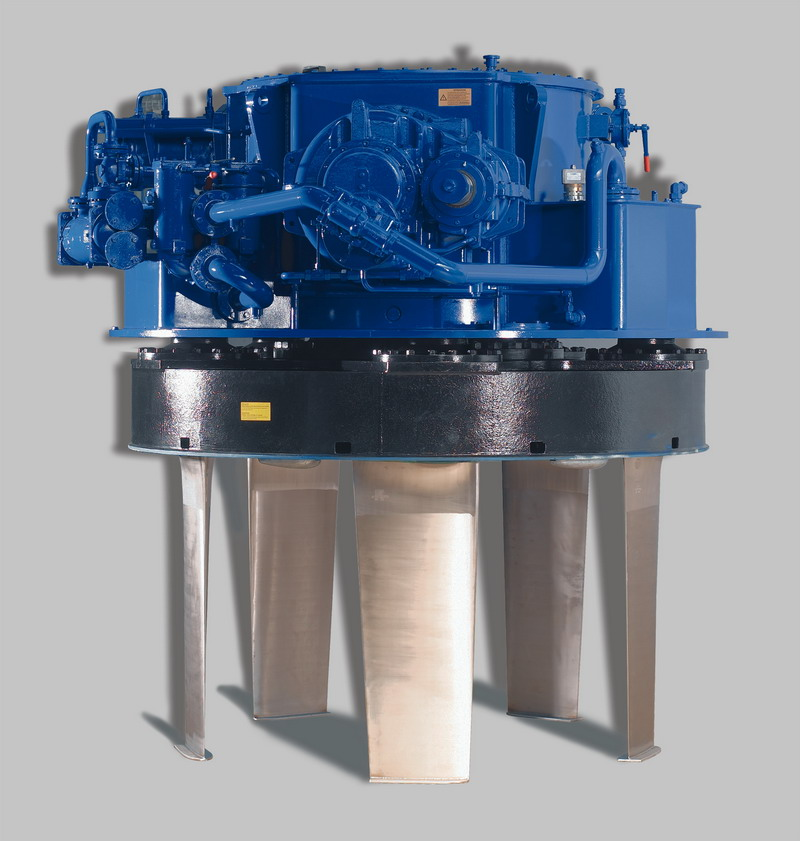
Egy Voith Schneider hajtómű

A Voith Schneider propeller animációja

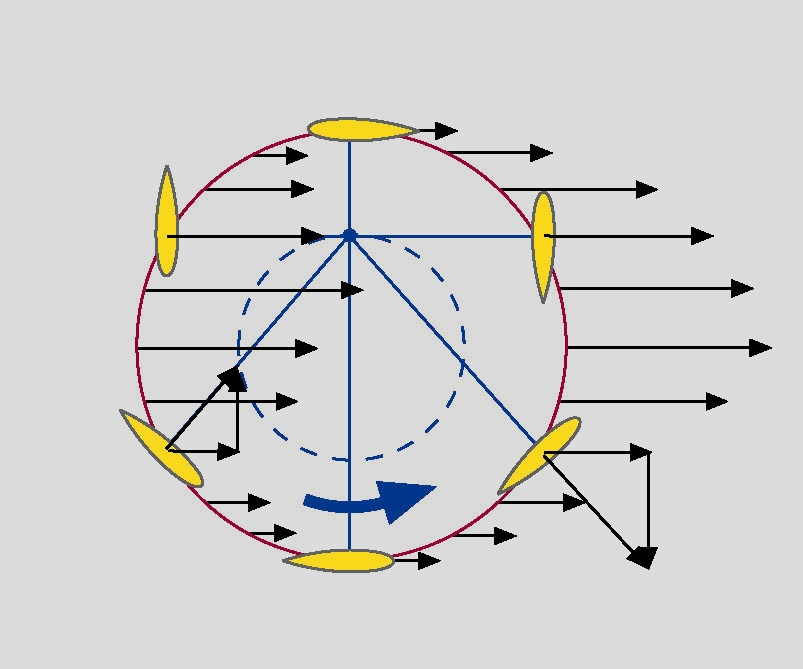
A hajtás lapátjaira ható erők

A Voith Schneider Propeller (rövidítve: VSP) egy, hajókon használt egyedülálló hajtómű rendszer, mely lehetővé teszi a meghajtás teljes vezérlését, és a fokozatmentes, pontos és gyors irányítást.

## Működési elve
A VSP függőleges helyzetű, szárnyprofil keresztmetszetű lapátja a hajótest alatt egy kör kerületén találhatóak és körbe forognak a kör függőleges tengelye körül, miközben a vezérlés periodikusan változtatja állásszögüket. A lapátokon, melyek a repülőgépek szárnyához hasonlóan működnek, pillanatnyi helyzetüktől függően különböző nagyságú és irányú felhajtóerő és természetesen közegellenállás is ébred. Megfelelő vezérléssel ezeknek az erőknek az eredője abba az irányba mutat, amelyik irányba a kormányos a járművet irányítani akarja. A tolóerő iránya a hagyományos hajócsavarral szemben 0 és 360 fok között tetszőleges  lehet. A tolóerő nagyságát a lapátok állásszögének változtatásával lehet vezérelni. A két érték – az irány és a tolóerő nagysága – egy hidraulikus rendszerrel vezérelhető, melynek energiaigénye minimális.
A lapátok tehát körpályán mozognak és minden lapát húrjának merőlegese egy ponton halad keresztül. Ez a pont alapesetben a forgás középpontja, ekkor nem ébred tolóerő. Ha ez a pont a forgás középpontjától eltér, akkor a lapátok tolóerőt fejtenek ki adott irányban. A lapátok szöge tehát a forgás közben folyamatosan változik. A hajtóművet forgató motor fordulata mindig állandó.
Ez a megoldás rendkívül jó manőverezhetőséget ad a hajónak. A meghajtás irányának váltása szinte azonnali. Más megoldásoknál jóval több időt vesz igénybe a kormányzás és az irányváltás. Például a hajócsavar és a motor közti irányváltó néhány másodperc alatt képes csak előremenetből hátramenetbe kapcsolni, a Z-hajtóműveknél pedig minimum 10-20 másodperc a hajócsavar függőleges tengely körüli 180 fokos elfordulása, de a kormánylapátok mozgása is másodpercekben mérhető. A VSP hátránya, hogy csak kis sebességet lehet vele elérni, ugyanolyan teljesítményű motor hajócsavarral nagyobb sebességet lenne képes elérni ugyanazon hajótesttel, valamint sekély vízben nem működik hatékonyan. Elsősorban olyan helyeken célszerű alkalmazni, ahol a hajóval sokat kell manőverezni, vagy nagy pontossággal kell parthoz állni, és a hajó hosszútávú útjai nem jelentősek. A leggyakoribb alkalmazás kikötői vontató és egyéb kiszolgáló hajókon, kompon, úszódarun. Magyarországon csak a Balaton négy motoros kompján alkalmazzák őket. A dunai hajózásban is igen ritkán fordul elő, a Theodor Körner kabinos személyhajón és egy kis kikötői rendezőhajón található.

## Külső hivatkozás
- A Voith Turbo honlapja (németül, angolul)
- A balatoni kompokon használt VSP-k (Technika fejezet)